# Puntius conchonius
 Puntius conchonius és una espècie de peix cipriniforme de la família dels ciprínids que es troba a l'Afganistan, el Pakistan, l'Índia, el Nepal, Bangladesh i Myanmar.
Els mascles poden assolir els 14 cm de longitud total.